# Lányi Menyhért
Lányi Menyhért, Liebermann (Sárospatak, 1893. november 26. – Miskolc, 1976. június 18.) író, újságíró, lapszerkesztő.

## Élete
Liebermann Jakab kereskedő és Waldman Pepi gyermekeként született, izraelita vallású. Tizennégy évesen került Budapestre, ahol kereskedelmi iskolát végzett. Az első világháborúban hadirokkant lett. 1919-ben a Kassai Napló és a Kassai Újság közölte elbeszéléseit. 1919-ben Sárospatakon a Népakarat című hetilapot szerkesztette, majd Budapestre utazott, ahol jelentkezett a Vörös Hadseregbe és a VI. gyári munkásezred kötelékében harcolt a Tanácsköztársaság bukásáig. Több hónapig börtönben ült, de néhány fogolytársával megszökött és Csehszlovákiába ment. Ezután könyvelő lett Kassán, illetve a Limbora filmforgalmazó cégnél fordítói állásban dolgozott 1929-ig. Színműveit – mint a Firenzei haláltánc és A herceg szerelmes – a kassai Nemzeti Színházban játszották. Acélsziget című rádiójátékával 1936-ban elnyerte a Radiojournal magyar hangjátékpályázatának díját. Kassa Magyarországhoz való csatolása után nem folytathatott újságírói tevékenységet és munkatáborba hurcolták, majd onnan hazatérve a kassai könyvtár vezetőnője bújtatta hónapokon át. A második világháború után a Szlovák Nemzeti Tanács Tájékoztatási Megbízotti Hivatala alkalmazta újságíróként, azonban hamar menesztették állásából. 1946-tól Magyarországon élt, vidéki lapoknál dolgozott. 1947-ben Sátoraljaújhelyen szerkesztette a szociáldemokrata párt politikai hetilapját, a Felvidéki Újságot. 1948-ban Miskolcra költözött, ahol haláláig élt és mint jogügyi előadó helyezkedett el egy kereskedelmi nagyvállalatnál. Irodalmi munkásságot később már nem folytatott. Az 1920–30-as évek szlovákiai magyar irodalmának számottevő képviselői közé tartozott.
Házastársa Bozsik Anna volt, akit 1929. január 31-én Kassán vett nőül.
Temetési szertartásán Weisz Dávid gyöngyösi főrabbi mondott gyászbeszédet, majd az avasi zsidó temetőben helyezték végső nyugalomra.

## Főbb művei
- Keleti hajós (elbeszélések, Kassa, 1923)
- A hold (háromfelvonásos dráma, 1923)
- A herceg szerelmes (színmű, Kassa, 1925)
- Firenzei haláltánc (dráma, Kassa, 1925)
- Művirág (regény, Kassa, 1928)
- Nyári zivatar (színmű, Kassa, 1929)
- Szlovenszkói zsidó hitközségek története (Propperné Békefi Herminnel, Kassa, 1933)
- A felvonó (hangjáték, Kassa, 1937)
- Kakukkfészek (hangjáték, Kassa, 1937)

## Díjai, elismerései
- Tanácsköztársasági Emlékérem (1959)